# سرخرگ‌های کرونری
سرخرگ‌های کرونری (به انگلیسی: Cardiac arteries) رگ‌های تغذیه قلب هستند که از ابتدای آئورت منشعب می‌شوند. مدخل آنها در حدود ۳ تا ۴ میلی‌متر قطر دارد.

## دگر نام‌ها
- شریان‌های کرونری (بیشترین کاربرد)
- سرخرگ‌های اکلیلی (مصوب)
- شرایین تاجی (به عربی: الشرايين التاجية)
- سرخرگ‌های تاجی
- عروق کرونر
- عروق تاجی

## کالبدشناسی
سرخرگ‌های کرونری از روی سطح قلب عبور می‌کنند و در پشت قلب به یکدیگر متصل می‌شوند و تقریباً یک مسیر دایره‌ای را ایجاد می‌کنند. وقتی پزشکان قدیم چنین الگویی از رگ‌های خونی قلب دیدند، آن را به تاج تشبیه کردند، به همین دلیل به این شریان‌ها، تاجی (Coronary /) گفتند که امروزه نیز از این کلمه استفاده می‌شود. از آنجایی‌که سرخرگ‌های كرونري قلب دارای اهمیت زیادی هستند، پزشکان، تمام شاخه‌ها و تغییراتی را که ممکن است در افراد مختلف وجود داشته باشد، شناسایی کرده‌اند.
سرخرگ اصلي چپ (LM) دارای دو شاخه اصلی است که به آن‌ها نزولی قدامی (LAD) و سرخرگ سیرکومفلکس (LCX) یا چرخشی می‌گویند. شریان ladaدر اپیکال ناچ
باpdaآناستوموز می‌کند.
شاخه‌های سرخرگ LAD را دیاگونال و سِپتال و شاخه‌های شریان LCX را (Obtuse Marginal (OM گویند.
سرخرگ اصلي راست (RCA) معمولاً به دو شاخه انتهایی اصلی به نام‌های نزولی خلفی (PDA) و خلفی بطن چپ (PLV) تقسیم می‌شود.
سایر شاخه‌های RCA شامل کونوس، شاخه RV و acute marginal است.
شاخه SA node گاهی از RCA و گاهی از LCX منشأ می‌گیرد.
در تعداد کمتری از افراد شاخه‌های PDA و PLV از LCX جدا می‌شود.

## کارکرد
رگ کرونری چپ بیشتر عضله بطن چپ را خون‌رسانی می‌کند. بطن چپ موظف است خون را به تمام قسمت‌های مختلف بدن پمپ کند بنابراین نسبت به بطن راست دارای عضلات بیشتری است. سرخرگ اکلیلی راست، معمولاً کوچک‌تر بوده و قسمت زیرین قلب و بطن راست را خون‌رسانی می‌کند. بطن راست خون را به شُش‌ها پمپ می‌کند. سرخرگ‌های اکلیلی دارای ساختمانی مشابه تمام سرخرگ‌های بدن هستند با این تفاوت که فقط در زمان بین ضربان‌های قلب (حالت استراحت قلب)، خون در این سرخرگ‌ها جریان می‌یابد.

## عملکرد و ویژگی‌های شریان‌های کرونری

### شریان کرونری چپ (LCA)
شریان کرونری چپ (Left Coronary Artery) که از سینوس والسالوا چپ آئورت صعودی منشأ می‌گیرد، سیستم خونرسانی اصلی برای قسمت قدامی و جانبی قلب را تشکیل می‌دهد . این شریان پس از خروج از آئورت، به مدت کوتاهی به عنوان تنه اصلی کرونری چپ (Left Main Coronary Artery) ادامه می‌یابد که طول آن معمولاً بین 10 تا 25 میلی‌متر متغیر است.
این شریان سپس به دو شاخه اصلی تقسیم می‌شود:
۱. شریان نزولی قدامی چپ (LAD): که در شیار بین بطنی قدامی به سمت پایین امتداد یافته و خونرسانی به موارد زیر را بر عهده دارد:
- دیواره قدامی بطن چپ 

- دو سوم قدامی سپتوم بین بطنی 

- اپیکس قلب 

- بخشی از دیواره قدامی بطن راست 

۲. شریان سیرکومفلکس (LCx): که در شیار دهلیزی-بطنی چپ به سمت عقب امتداد یافته و مسئول خونرسانی به:
- دیواره جانبی بطن چپ 

- دیواره خلفی بطن چپ (در موارد غالبیت چپ) 

- دهلیز چپ 

- در 40% موارد، گره سینوسی-دهلیزی
بطن چپ به دلیل وظیفه خطیر پمپاژ خون به تمام بدن در سیستم گردش خون سیستمیک، دارای دیواره عضلانی بسیار ضخیم‌تر (8-15 میلی‌متر) نسبت به بطن راست (3-5 میلی‌متر) است (منبع: Cardiovascular Physiology, 10th Edition, 2023). این تفاوت ضخامت نیاز به شبکه عروقی بسیار غنی‌تری دارد که توسط شریان کرونری چپ و شاخه‌های آن تأمین می‌شود. در شرایط استراحت، حدود 70-80% از برون ده قلبی از طریق شریان کرونری چپ توزیع می‌شود.

### شریان کرونری راست (RCA)
شریان کرونری راست (Right Coronary Artery) که از سینوس والسالوا راست آئورت صعودی منشأ می‌گیرد، عمدتاً مسئول خونرسانی به قسمت‌های زیر از قلب است :
1. ساختارهای دهلیزی و بطنی راست: 

- دیواره آزاد بطن راست 

- بخشی از دیواره خلفی بطن چپ (در موارد غالبیت راست) 

- دو سوم خلفی سپتوم بین بطنی
2. ساختارهای هدایتی قلب: 

- گره سینوسی-دهلیزی (در 60% افراد) 

- گره دهلیزی-بطنی (در 90% افراد) 

- بخش ابتدایی دسته هیس
3. سایر ساختارها: 

- دریچه سه لتی 

- دریچه پولمونری 

- بخشی از دریچه آئورت
بطن راست که خون را به سیستم گردش خون ریوی پمپ می‌کند، در مقایسه با بطن چپ به نیروی کمتری نیاز دارد زیرا مقاومت عروقی در گردش خون ریوی بسیار کمتر از گردش خون سیستمیک است (حدود 10% مقاومت سیستمیک). این تفاوت عملکردی توضیح می‌دهد که چرا شریان کرونری راست معمولاً قطر کوچک‌تری داشته و خونرسانی محدود‌تری را ارائه می‌دهد.

### ویژگی‌های منحصر به فرد شریان‌های کرونری
۱. الگوی جریان خون دو فازی:
شریان‌های کرونری برخلاف سایر شریان‌های بدن، جریان خون دو فازی نشان می‌دهند ): 

- در فاز دیاستول (استراحت قلب)، فشار داخل بطنی کاهش یافته و جریان خون کرونری به حداکثر می‌رسد (حدود 70-80% جریان کل) 

- در فاز سیستول (انقباض قلب)، فشار بالای داخل بطنی (به ویژه در بطن چپ) باعث فشرده شدن شریان‌های داخل عضلانی و محدودیت جریان خون می‌شود
۲. تراکم مویرگی استثنایی: 

سیستم میکروسیرکولاسیون کرونری دارای ویژگی‌های منحصر به فردی است: 

- نسبت مویرگ به فیبر عضلانی حدود 1:1 است
- تراکم مویرگی حدود 3000-4000 مویرگ در میلی‌متر مربع 

- طول کل مویرگ‌های کرونری در یک قلب بالغ حدود 1000 کیلومتر 

- مساحت سطح تبادلی حدود 500 متر مربع
۳. مکانیسم‌های اتورگولاسیون پیشرفته: 

شریان‌های کرونری توانایی تنظیم جریان خون را بر اساس نیازهای متابولیک قلب دارند (منبع: Circulation Research, 2023): 

- در شرایط استراحت: جریان خون حدود 250 میلی‌لیتر در دقیقه (5% برون ده قلبی) 

- در فعالیت شدید: می‌تواند تا 1000 میلی‌لیتر در دقیقه افزایش یابد 

- مکانیسم‌های اصلی تنظیم شامل: 

پاسخ به اکسیژن 

متابولیت‌های موضعی (آدنوزین، پروستاسیکلین، NO) 

کنترل عصبی (عمدتاً سمپاتیک)
۴. تنوع آناتومیک قابل توجه: 

الگوی خونرسانی کرونری بین افراد مختلف بسیار متغیر است (منبع: Anatomical Variations in Coronary Arteries, 2023): 

- غالبیت راست (85% افراد): RCA خونرسانی به دیواره خلفی را تأمین می‌کند 

- غالبیت چپ (10% افراد): LCx خونرسانی به دیواره خلفی را بر عهده دارد 

- غالبیت متعادل (5% افراد): خونرسانی خلفی بین RCA و LCx تقسیم شده است 

- انواع مسیرهای غیرمعمول شاخه‌ها در 20-30% افراد

### اهمیت بالینی و پاتولوژیک
۱. بیماری‌های ایسکمیک قلب:
اختلال در خونرسانی کرونری می‌تواند منجر به طیفی از شرایط بالینی شود : 

- آنژین صدری پایدار 

- سندرم حاد کرونری (آنژین ناپایدار، انفارکتوس بدون بالا رفتن ST، انفارکتوس با بالا رفتن ST) 

- ایسکمی خاموش 

۲. روش‌های تشخیصی: 

- آنژیوگرافی کرونری (استاندارد طلایی) 

- CT آنژیوگرافی کرونری 

- MRI قلب 

- تست استرس اکوکاردیوگرافی
۳. درمان‌های مدرن: 

الف) درمان‌های دارویی: 

- ضدپلاکت‌ها (آسپرین، مهارکننده‌های P2Y12) 

- استاتین‌ها 

- مسدودکننده‌های بتا 

- مهارکننده‌های ACE 

ب) مداخلات تهاجمی: 

- آنژیوپلاستی با بالون 

- استنت گذاری (دارویی/غیردارویی) 

- جراحی بایپاس کرونری (CABG)
ج) درمان‌های نوظهور: 

- درمان با سلول‌های بنیادی 

- آنژیوژنز درمانی 

- داروهای هدفمند مولکولی
۴. تحقیقات آینده: 

- توسعه استنت‌های بیولوژیک قابل جذب 

- استفاده از هوش مصنوعی در پیش‌بینی ریسک 

- درمان‌های ژنتیکی شخصی‌سازی شده 

- فناوری‌های تصویربرداری با وضوح فوق‌العاده بالا

## بیماری
تنگ و باریک‌شدن سرخرگ اکلیلی (استنوزیس) یکی از نشانه‌های بیماری سرخرگ اکلیلی و نتیجه آترواسکلروز است. در این صورت مواد غذایی کافی به قلب نمی‌رسد و باعث سکتهٔ قلبی می‌شود.
تشخیص می‌تواند با سی‌تی آنژیوگرافی یا رگ‌نگاری رگ‌های اکلیلی (آنژیوگرافی) انجام پذیرد. برای رفع گرفتگی سرخرگ‌های اکلیلی از درمان دارویی یا روش آنژیوپلاستی با بالن یا جراحی کنارگذر سرخرگ اکلیلی استفاده می‌شود.

## پیش‌گیری
برای پیش‌گیری از گرفتن رگ‌های اکلیلی و ابتلا به سکته قلبی باید از خوردن مواد با چربی بالا دوری کرد، زیرا روغن‌ها، به خصوص روغن‌های اشباع، در رگ‌ها رسوب می‌کنند.